# Brasserie Licorne
La brasserie Licorne — anciennement brasserie de Saverne — est une brasserie alsacienne installée à Saverne dans le département du Bas-Rhin.

## Généralités

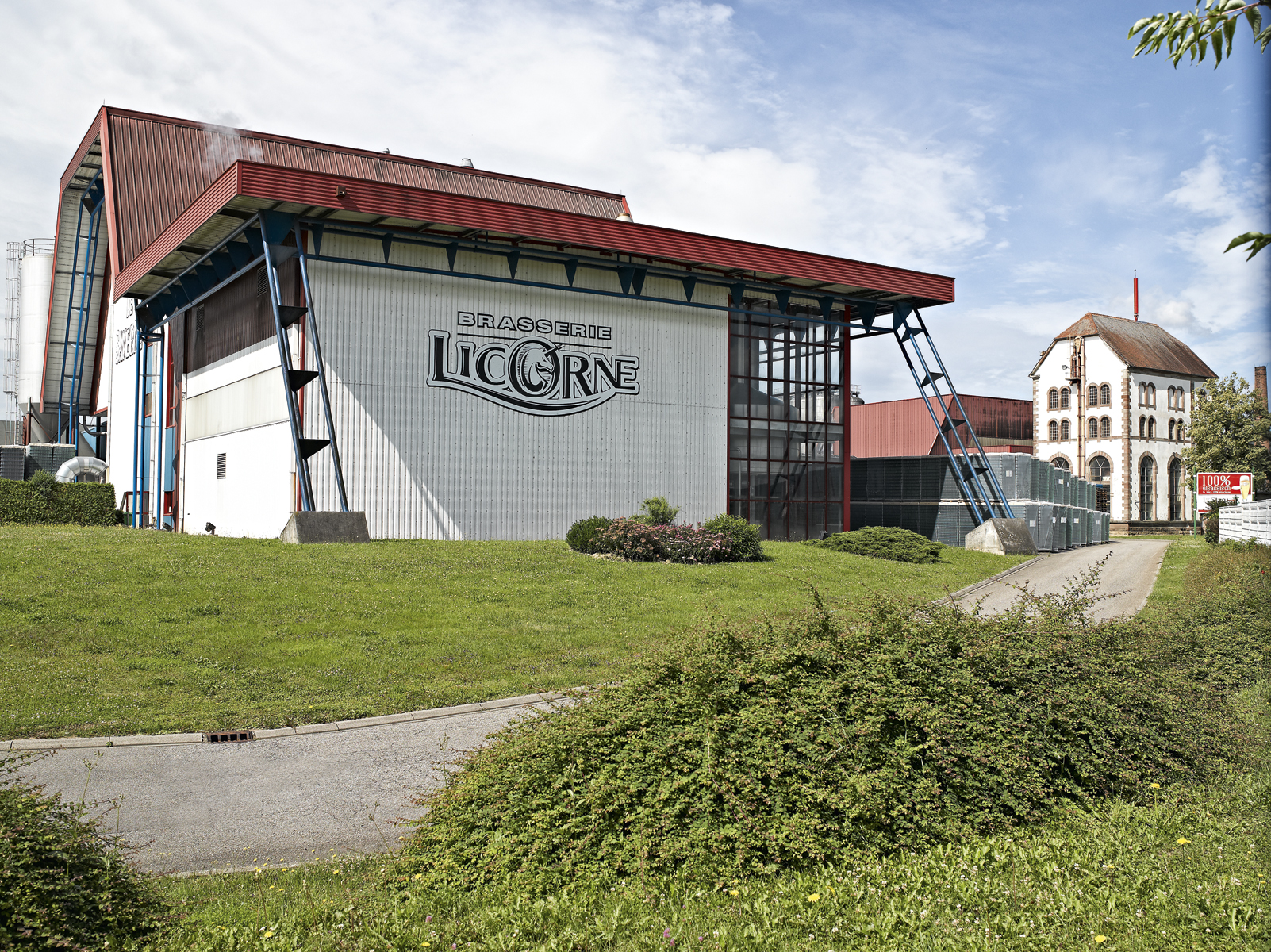
La brasserie Licorne à Saverne.

Saverne, à la limite entre l'Alsace et la Lorraine, était appelée « Tres Tabernae » (trois tavernes) par les Romains. La culture de la bière y est présente depuis très longtemps.
La licorne est l'emblème de Saverne depuis le XIVe siècle. Le marketing de la société rapproche ce symbole de pureté avec la pureté supposée de l'eau de la ville, qui serait parfaite pour la bière. Elle donne ainsi son nom à la brasserie et à sa marque phare.

## Historique

Le blason de la ville de Saverne sur lequel apparait la licorne.

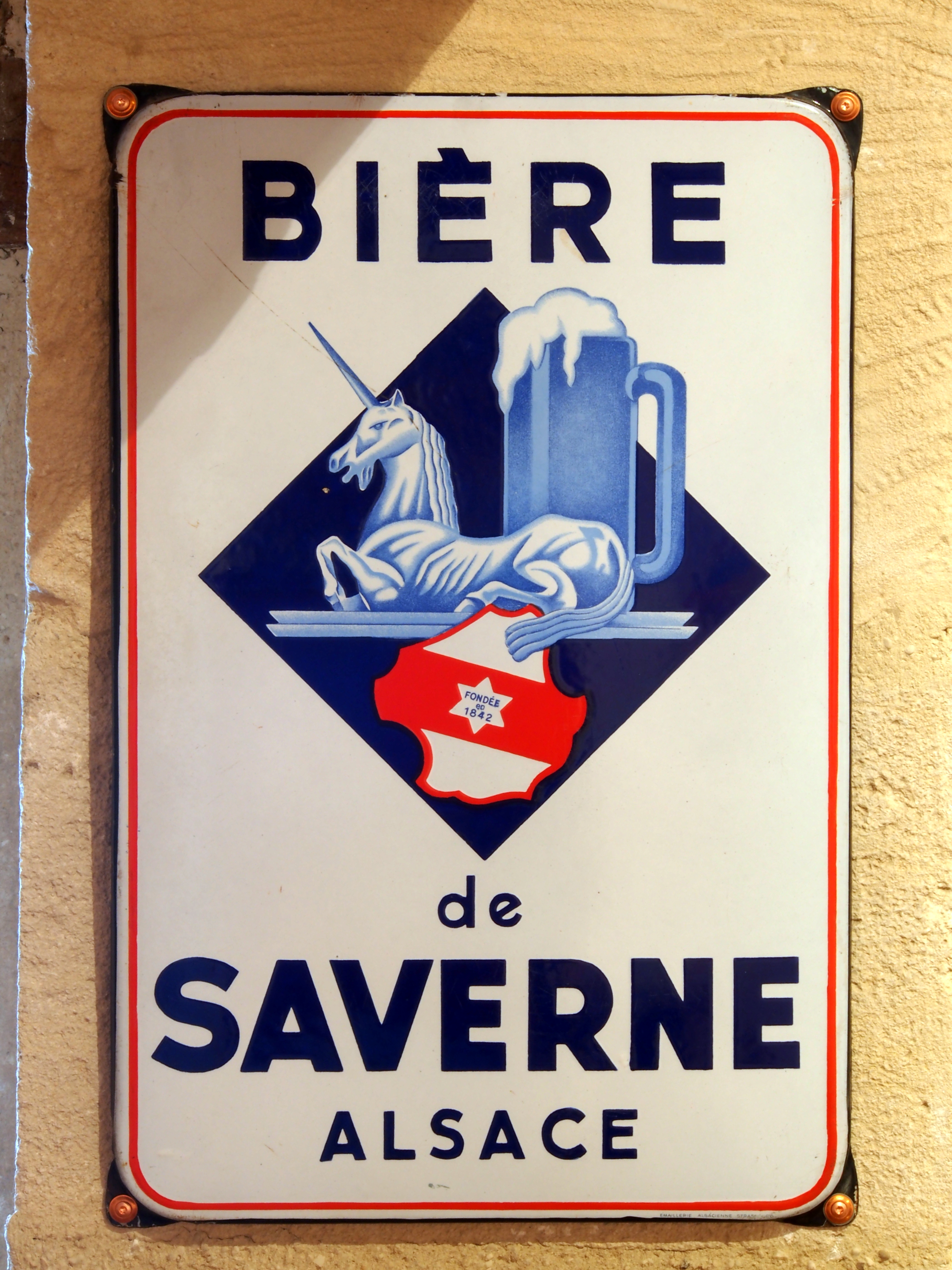
Ancienne enseigne Bière de Saverne.

Brasserie de tradition, très attachée à la ville de Saverne et à l’Alsace, elle est longtemps restée une entreprise familiale  dirigée successivement par les familles Ebener, Schweickhardt, Gerber, Becker et Weber.   
En 1845, Henri Schweickhardt arrive à Saverne et succède à Florent Ebener en rachetant sa brasserie. À l’époque la ville de Saverne comptait plusieurs brasseries artisanales dont Amos et Burgard. Schweickardt est secondé à partir de 1898 par le mari de sa fille, Louis Gerber.
Jusqu’ici, la brasserie se situe rue des clés mais en 1895 les vieilles installations ne peuvent plus suffire face à l’essor démographique de la ville. Il est donc décidé de construire une nouvelle usine à l’arrière, vers l’impasse du cygne.
Ces extensions vont vite devenir insuffisantes et la brasserie va devoir déménager.  
En 1912 une nouvelle brasserie est construite sur un vaste terrain qui domine la ville. Une route importante borde la propriété et les possibilités d’extension existent déjà. Ce terrain se trouve route de Dettwiller, adresse à laquelle la brasserie Licorne se situe encore aujourd’hui.
En janvier 1973, la famille Gerber trouve un accord avec la brasserie allemande Becker, une entreprise familiale qui lui permet de se développer en appliquant une croissance réfléchie et mesurée.
Becker oriente la brasserie de Saverne vers le marché national, près d'un siècle après les autres brasseries alsaciennes. Elle était restée très locale jusqu’ici.
La production passe de 28 000 hectolitres en 1972 à 130 000 hectolitres en 1979 et 150 000 hectolitres en 1988.
En avril 1989, Karlsberg (appelé Karlsbräu en dehors de l'Allemagne) reprend le groupe Becker. Ce groupe brassicole, créé en 1878 et dirigé par Richard Weber, a réussi à demeurer familial. La politique est toujours identique : une croissance continue et réfléchie et des investissements progressifs. Une nouvelle salle de brassage est construite en 1992.
En 1993, la brasserie Amos de Metz, acquise par Karlsberg en 1988, ferme ses portes. La production de la bière Amos est alors transférée à la brasserie de Saverne.
En 2007, la brasserie de Saverne adopte le nom de brasserie Licorne. Ce changement s’accompagne du développement de la marque Licorne dans l’est de la France puis au niveau national. La brasserie commercialise aujourd’hui plusieurs marques de bières telles que Karlsbräu, Amos et Licorne en France et à l’étranger.  
La brasserie Licorne est également le distributeur de la boisson énergisante Dark Dog.     
Elle produit en 2014 plus d'un million d'hectolitres par an et emploie 170 personnes.
En 2020, le groupe Karlsberg souhaite revendre la brasserie Licorne à ses dirigeants.
En 2021, le projet de cession a été abandonné, notamment en raison de la pandémie de Covid-19. La brasserie Licorne est donc toujours détenue par le groupe Karlsberg. Elle réalise alors un chiffre d'affaires de 80 millions d'euros avec 156 salariés.
En 2024, la brasserie Licorne attaque en justice la brasserie Lokorn pour imitation. La brasserie Lokorn utilise le nom en langue bretonne du village dans lequel elle est installée, Locronan. L'Institut national de la propriété industrielle (INPI) doit rendre sa décision au plus tard le 16 mars 2025,.

## Bières

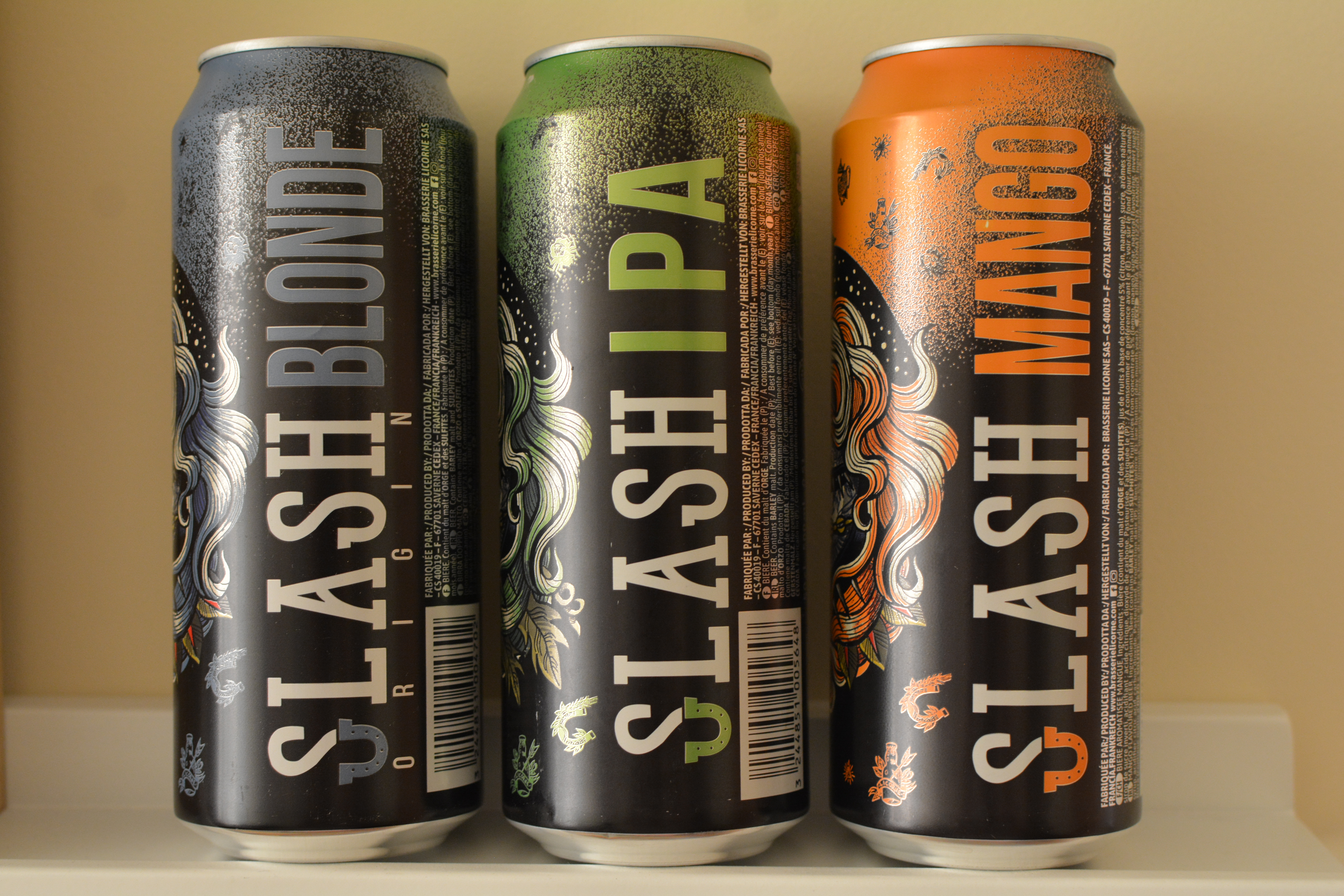
Gamme Slash de la brasserie Licorne.

- Licorne Authentique (blonde, 4,8 %) ;
- Licorne Bio (blonde, 4,7 %) label Agriculture biologique ;
- Licorne Elsass (blonde, 5,5 %) orge et houblon récoltés en Alsace ;
- Licorne 1845 (blonde, 5,9 %) ;
- Licorne Primeur (bière de saison, 5,5 %) ;
- Licorne Noël (bière de saison, 5,8 %) ;
- Black by Licorne (brune, 6 %) : lancée en 2008[10] sous la marque Licorne Black, elle s'inscrit dans la tradition brassicole alsacienne par l'utilisation d'arômes et de colorant (ingrédients: eau, malt d'orge, sirop de glucose, sucre, colorant E150c, arômes, arôme de fumée, extrait de houblon[11]), saveur de l'année 2014 ;
- White by Licorne (bière de spécialité, 6%) ;
- Slash Origin (blonde, 7,5 %) ;
- Slash Red (bière aromatisée à la cerise sans colorants 8%) ;
- Slash IPA (5,9 %) ;
- Slash Mango (bière aromatisée à la mangue et au fruit de la passion sans colorants 8%)
- UNIK Lab brassin éphémère de la brasserie dont la recette change une ou deux fois par an.

Actuellement (2022) la Dark Island Brune à la Française aux notes de fève de tonka (qui vient en fait de la présence de véritable noix de coco dans le brassin) (pourcentage d’alcool variable selon le brassin) 

### Anciennes bières
- Licorne Elsass Panaché (panaché, 1 %) ;
- Licorne Grand Cru (blonde, 5,2 %) fabriquée avec de la levure aussi utilisée pour le champagne. Une bière de même description, sous la marque Kasteel Cru, destinée à l'exportation, était également produite par la brasserie ;
- Licorne Blue (bière sans alcool) ;
- Fritz Bräu (blonde, 4,5 %) médaille d'or Monde Selection en 1986 et 1987 ;
- Karlsbräu (blonde, 5 %) ;
- Karlsbräu Urpils (blonde, 4,9 %) ;
- Amos (blonde, 5,2 %) ;
- El Grande (bière aromatisée tequila, 5,9 %) ;
- Boris Bold (8,6 %) ;
- Boris Slam (10,5 %).

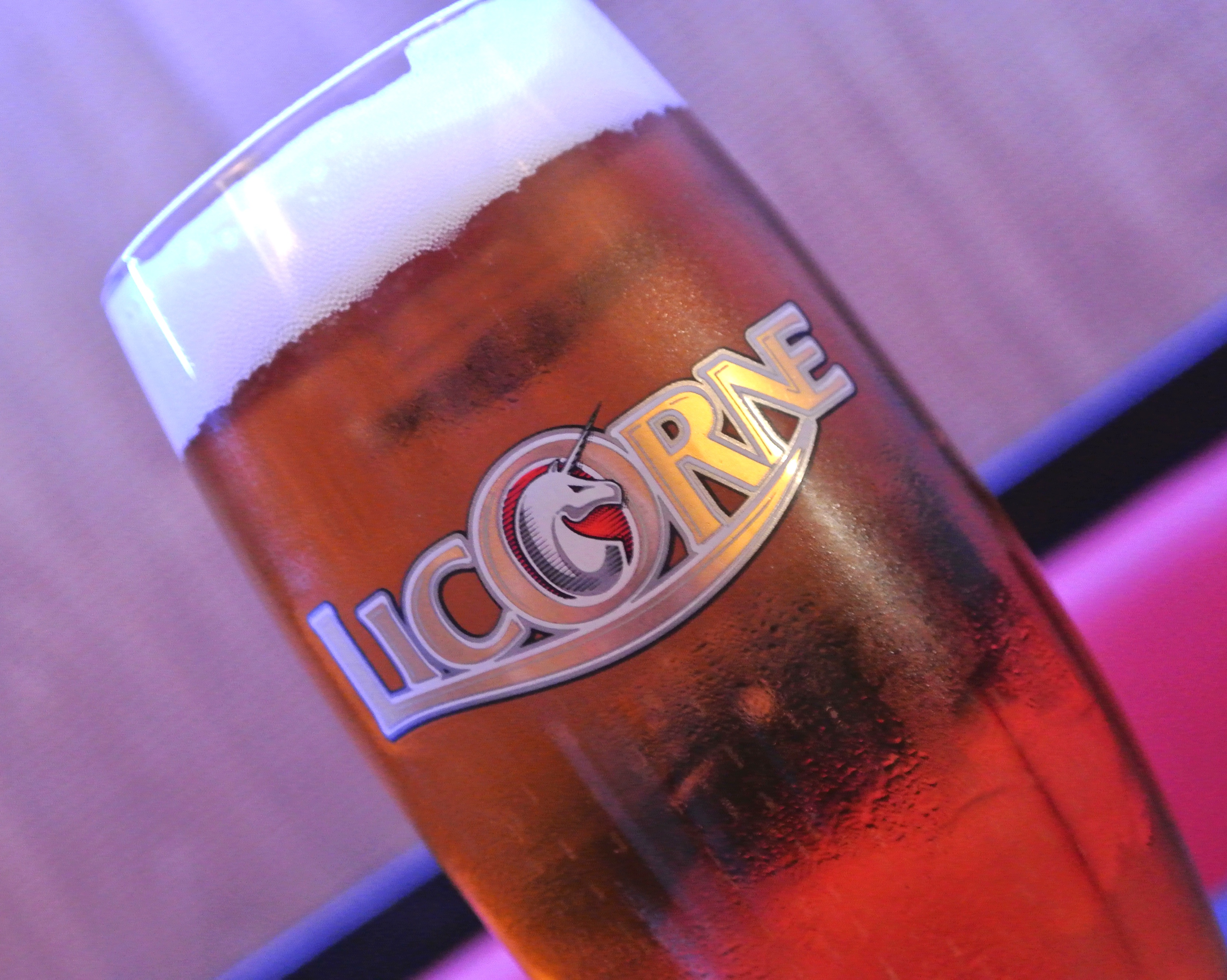
La bière Licorne est le produit de tradition de la brasserie.
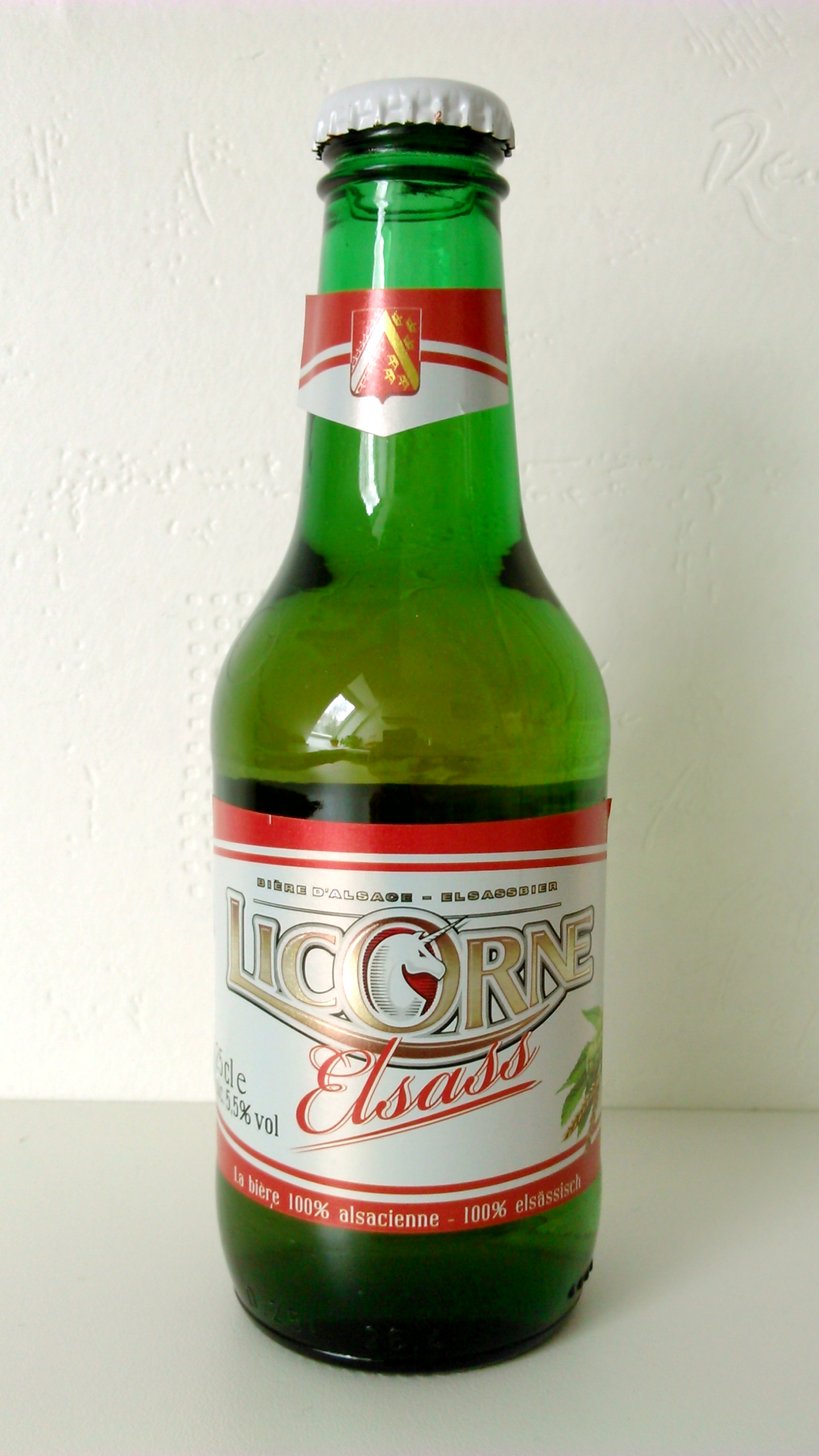
Bouteille de Licorne Elsass.
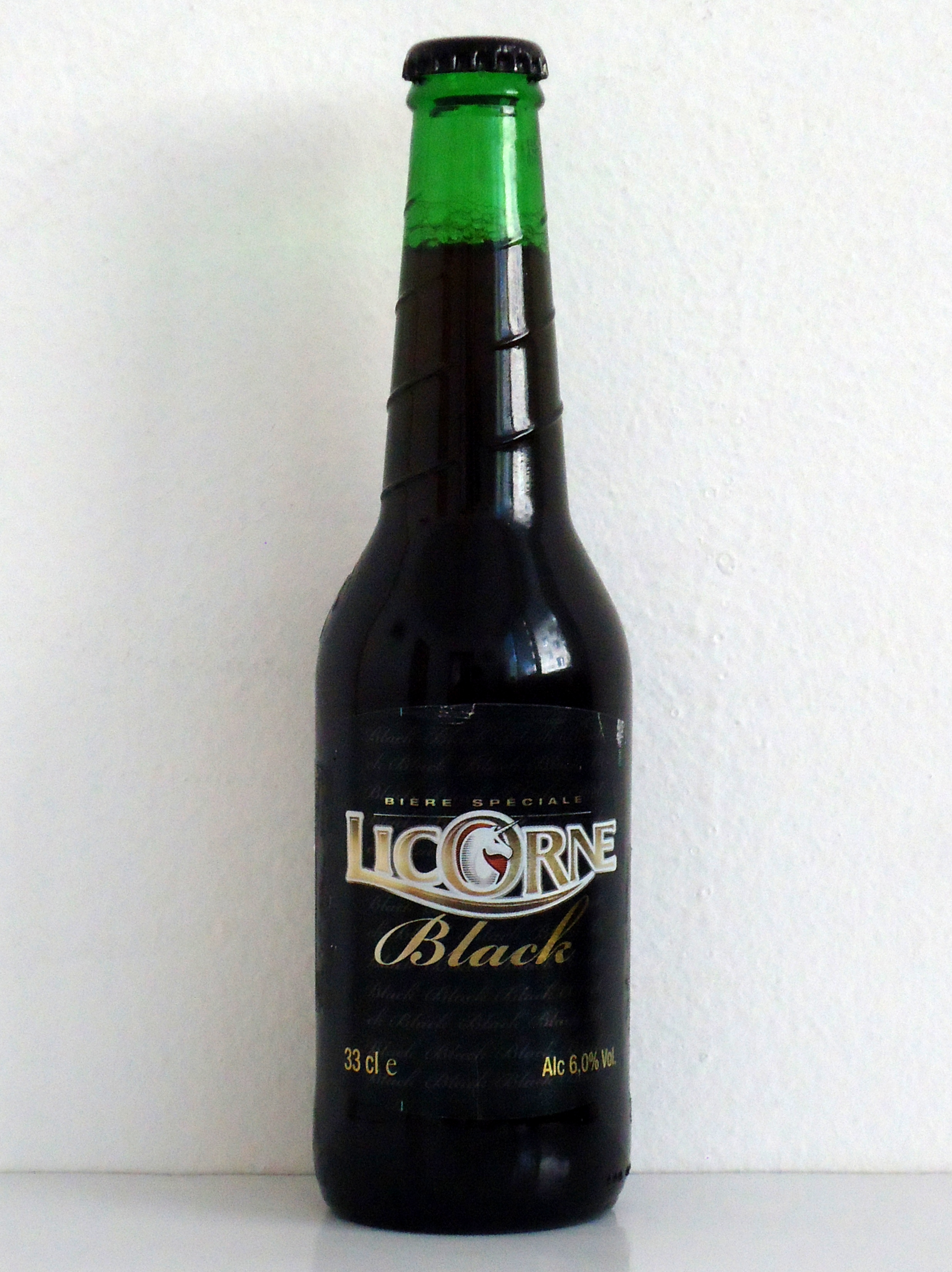
Bouteille de Licorne Black.
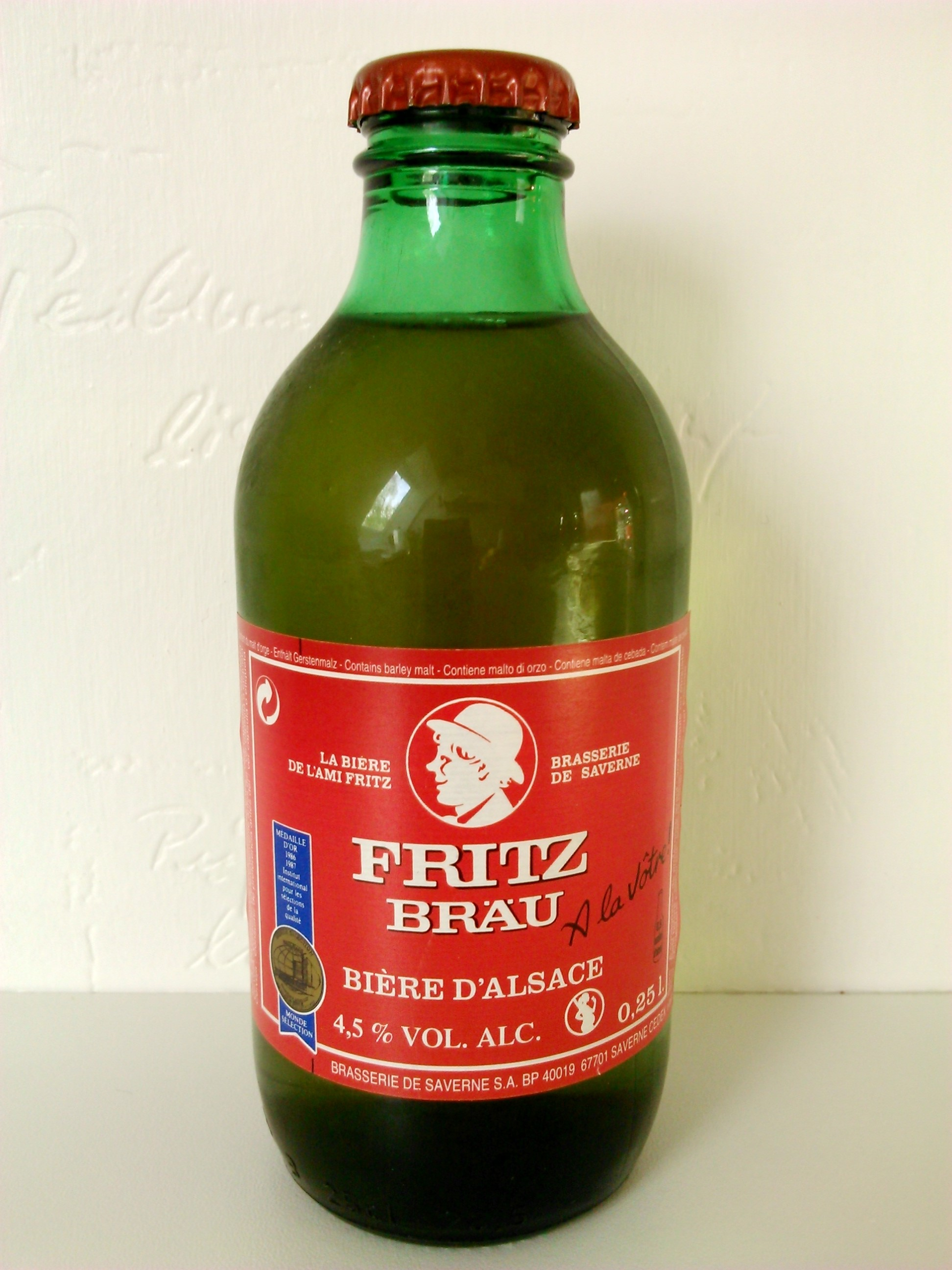
Bouteille de Fritz Bräu, la bière de l'Ami Fritz (production arrêtée).